# Fitzgerald (cràter)
Fitzgerald és un gran cràter d'impacte situat en la cara oculta de la Lluna, a l'oest-sud-oest del cràter Cockcroft, i aproximadament a dos diàmetres de distància al nord-est del cràter Morse.

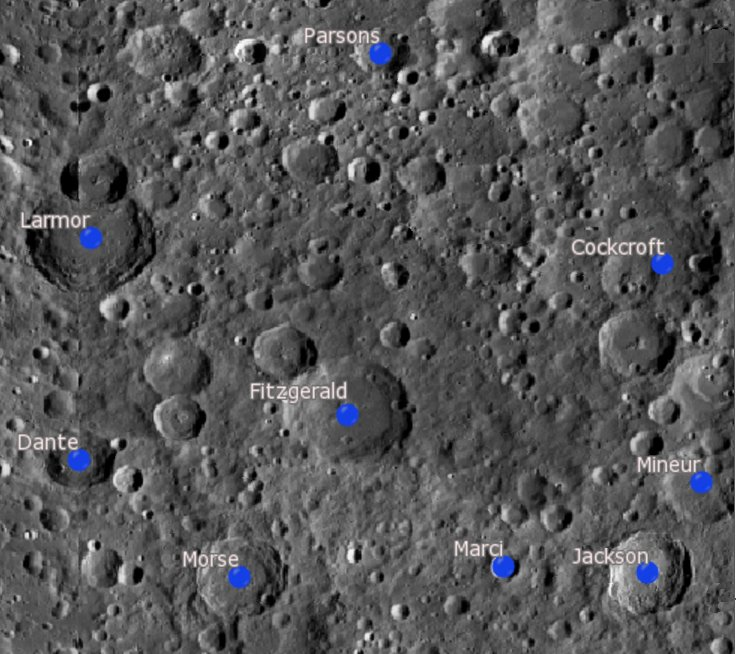
Cràter lunar FitzGerald. Localització. (Imatge LROC)

Es tracta d'un cràter d'impacte amb un perfil llimat i erosionat pels impactes subsegüents als voltants. El cràter satèl·lit més recent del voltant és Fitzgerald W, unit a l'exterior pel nord-oest. Un feble sistema de marques radials s'estén des de la vora del sud-est d'aquest satèl·lit a través del sòl occidental de Fitzgerald, encara que no és clar si aquest impacte és la font o si es tracta del cràter sat·tèlit Moore F situat al nord.
Diversos cràters més petits també apareixen al llarg de la vora de Fitzgerald, amb un parell d'ells units en la vora oriental i dos més al llarg de la vora occidental. Les parets internes mostren alguns indicis d'antics enfonsaments per la formació de terrasses, encara que aquests elements s'han anat suavitzant amb el temps. El sòl interior és una plana gairebé a nivell, sense trets distintius, amb algunes petites irregularitats al nord-est.

## Cràters satèl·lit
Per convenció aquests elements són identificats en els mapes lunars posant la lletra en el costat del punt central del cràter que està més prop de Fitzgerald.
|            | \| Fitzgerald \| Coordenades \| Diàmetre \| \| ---------- \| ---------------------------------------- \| -------- \| \| B \| 29° 01′ N, 170° 44′ O / 29.02°N,170.74°O \| 24 km \| \| W \| 28° 30′ N, 173° 59′ O / 28.50°N,173.99°O \| 49 km \| \| Y \| 30° 54′ N, 172° 56′ O / 30.90°N,172.93°O \| 35 km \| |          |
| Fitzgerald | Coordenades | Diàmetre |
| B          | 29° 01′ N, 170° 44′ O / 29.02°N,170.74°O | 24 km    |
| W          | 28° 30′ N, 173° 59′ O / 28.50°N,173.99°O | 49 km    |
| Y          | 30° 54′ N, 172° 56′ O / 30.90°N,172.93°O | 35 km    |